# زالو (اراک)
زالو یک روستا در ایران است که در شهرستان اراک واقع شده‌است.